# Sympiesis derogatae
Sympiesis derogatae är en stekelart som beskrevs av Kamijo 1965. Sympiesis derogatae ingår i släktet Sympiesis och familjen finglanssteklar. Inga underarter finns listade i Catalogue of Life.